# Kościół św. Barbary w Wapnie
Kościół świętej Barbary w Wapnie – rzymskokatolicki kościół parafialny należący do parafii pod tym samym wezwaniem (dekanat damasławski archidiecezji gnieźnieńskiej).
Po uzyskaniu wymaganych pozwoleń i dokumentacji jesienią 2006 roku zostały wylane ławy, natomiast w 2007 roku została rozebrana kaplica i rozpoczęto budowę nowego kościoła według projektu architekta Bogumiła Haremzy. Kamień węgielny dla świątyni został poświęcony w maju 2007 roku przez arcybiskupa Henryka Muszyńskiego. Prace budowlane zakończyły się w 2008 roku, natomiast nowy kościół konsekrował arcybiskup Wojciech Polak Prymas Polski w dniu 23 września 2017 roku. Ozdobą wnętrza świątyni jest ołtarz główny, w którego środkowej części znajduje się obraz jej patronki – św. Barbary, po którego bokach są umieszczone wyrzeźbione sylwetki górników: trzymającego lampkę górniczą w dłoni Antoniego Linetty i z górniczym kilofem Marcina Grabowskiego – przez wiele dni byli statystami dla rzeźbiarza ołtarza. Na górze tego dzieła znajduje się wizerunek Matki Bożej Cygańskiej.